# Josefine Klougart
Josefine Klougart (nascida em 1985) é uma romancista dinamarquesa que vive em Copenhague . Klougart estudou Arte e Literatura na Universidade de Aarhus e formou-se na Academia Dinamarquesa de Escrita Criativa em 2010. Em 2017 ela trabalhou como professora convidada na Universidade de Berna na Suíça . Klougart publicou 5 romances e três livros em prosa, e já figurou em vários projetos colaborativos. Em 2016, ela co-publicou o livro Your Glacial Expectations com o artista islandês Olafur Eliasson .
Os romances de Klougart foram traduzidos para 13 idiomas. Seu último livro, New Forest, foi publicado na Dinamarca em novembro de 2016. O primeiro livro de Klougart, Stigninger og fald (Ascensão e Queda), que lhe rendeu uma indicação ao Prêmio de Literatura do Conselho Nórdico em 2011. Seu terceiro romance Én af os sover (Um de nós está dormindo) foi indicado três anos depois. Klougart recebeu o Prêmio Real Dinamarquês de Cultura. Juntamente com o romancista dinamarquês Hans Otto Jørgensen e o editor Jakob Sandvad, Klougart fundou em 2010 a editora ativista Forlaget Gladiator, onde agora faz parte da administração, professora na escola de escritores e editora.

## Livros

### Romances:
- Stigninger og fald (Ascensão e Queda)
- Hallerne
- Én af os sover (Um de nós está dormindo)
- Om Mørke, Gladiador 2016
- Nova Floresta

### Livros em prosa:
- Den vind man mutilado
- Reg
- Novilix